# Jean Tinguely

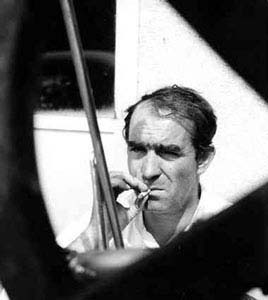
Jean Tinguely, 1963
Foto: Erling Mandelmann

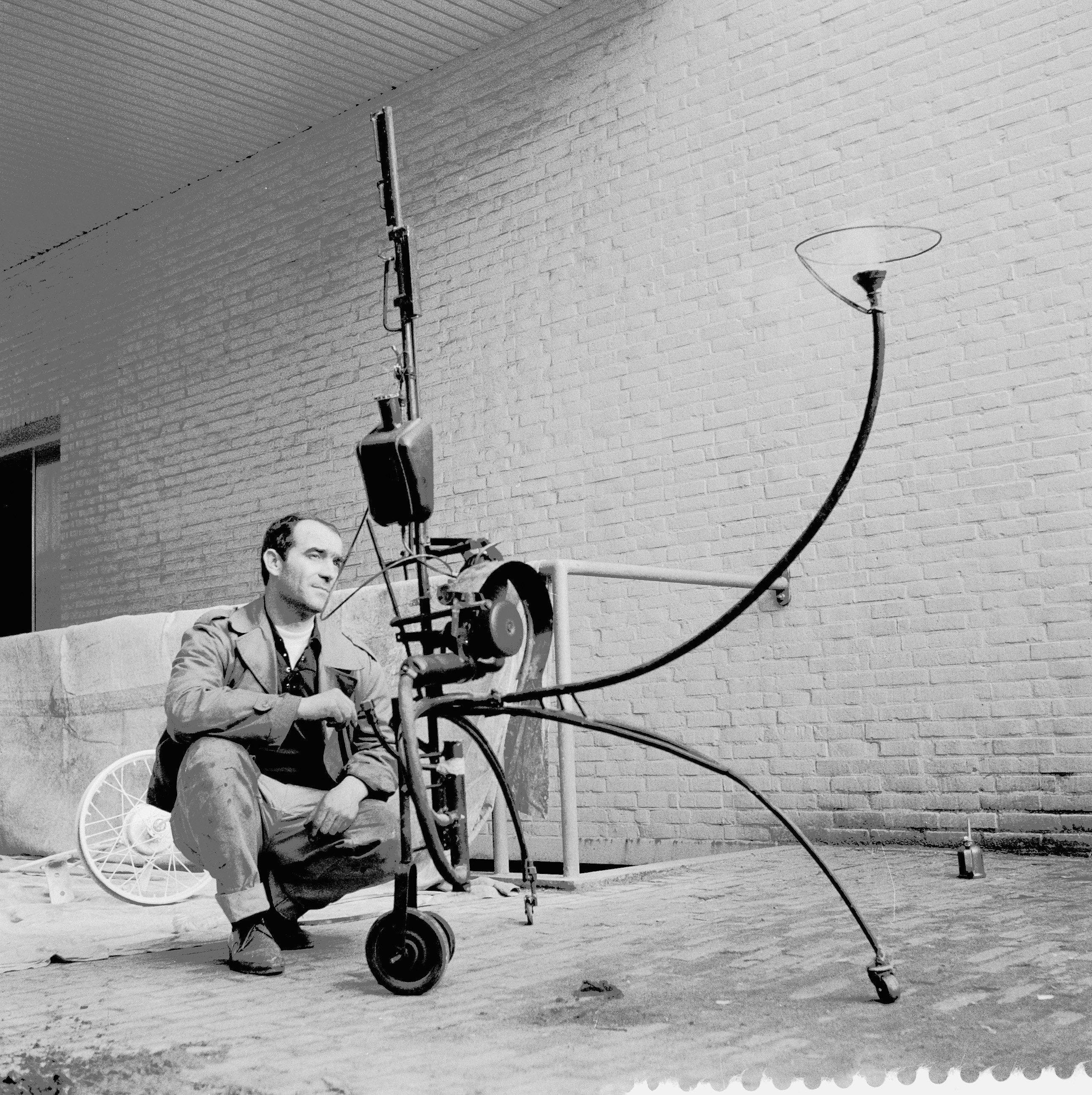
Jean Tinguely
im Stedelijk Museum,1961

Jean Tinguely (auch: Jeannot; * 22. Mai 1925 in Freiburg im Üechtland; † 30. August 1991 in Bern; heimatberechtigt in La Roche, Pont-la-Ville und Basel, ab 1985 Ehrenbürger von Freiburg im Üechtland) war ein Schweizer Maler und Bildhauer des Nouveau Réalisme. Er gilt als einer der Hauptvertreter der kinetischen Kunst. Tinguely wurde vor allem durch seine beweglichen, maschinenähnlichen Skulpturen bekannt.

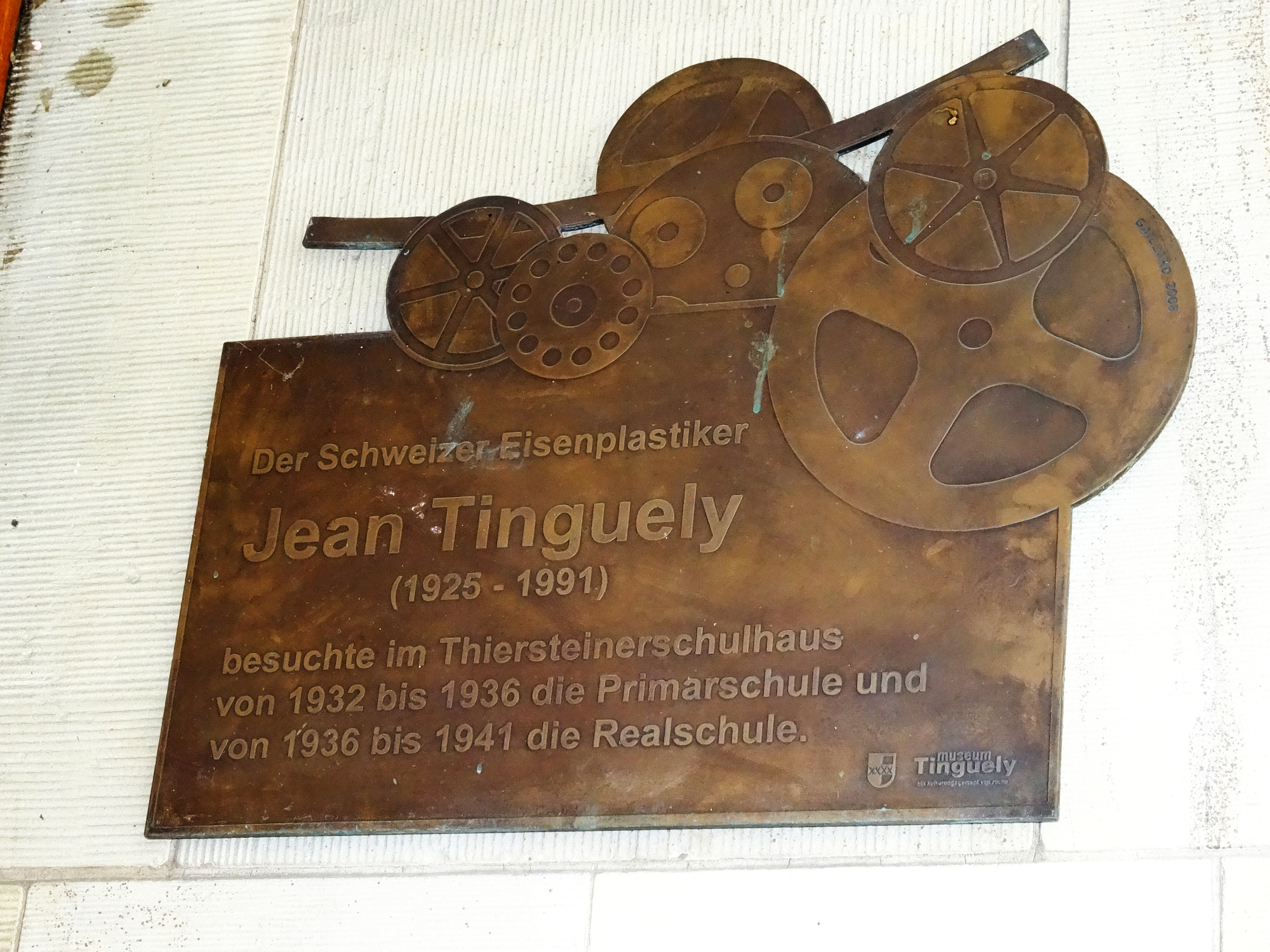
Informationstafel am Thiersteiner-Schulhaus

## Leben
Als einziges Kind von Jeanne Louise Tinguely-Ruffieux und Charles Célestin Tinguely wurde er am 22. Mai 1925 in Freiburg im Üechtland geboren. Die Mutter zog mit ihrem Kind im Juli 1925 von Bulle nach Basel. Tinguely wuchs im Gundeldinger-Quartier auf und besuchte im Thiersteiner-Schulhaus von 1932 bis 1936 die Primarschule und von 1936 bis 1941 die Realschule.
Von 1941 bis 1944 absolvierte er eine Ausbildung zum Dekorateur und belegte Kurse an der Allgemeinen Gewerbeschule Basel. In dieser Zeit lernte er Daniel Spoerri kennen, mit dem er an einem Theaterprojekt arbeitete.
1951 heiratete Tinguely Eva Aeppli (1925–2015) nach der Geburt der gemeinsamen Tochter Miriam-Eva (* 1950) und die Familie zog im darauffolgenden Jahr nach Paris. Kurz nachdem Tinguely 1955 in die Impasse Ronsin, nahe Constantin Brâncușis Atelier, gezogen war, lernte er Yves Klein und Niki de Saint Phalle kennen, die er 1971 in zweiter Ehe heiratete, obwohl er bereits seit 1968 eine Beziehung zur Fotografin Micheline Gygax (1944–1991) hatte, die anschliessend seine neue Partnerin wurde und mit der er ein 1973 geborenes Kind hatte.
Mit dem Eisenplastiker Bernhard Luginbühl verband ihn eine langjährige Freundschaft. Mit ihm und weiteren Künstlern sowie mit seiner Frau Niki de Saint Phalle realisierte er diverse gemeinsame Projekte. Zur Verbreitung des Werks von Tinguely trugen wesentlich die Galeristen Iris Clert in Paris und Alexander Iolas in New York bei.
Tinguely starb 1991 im Alter von 66 Jahren im Inselspital in Bern an einer Herzkrankheit. Er ist mit seiner dritten Frau Micheline Gygax, die ebenfalls 1991 verstarb, auf dem Friedhof von Neyruz, Kanton Freiburg, in der Schweiz begraben, wo er sich bereits 1968 niedergelassen hatte. Auf dem Grab ist eine seiner beweglichen Installationen platziert.

## Werk

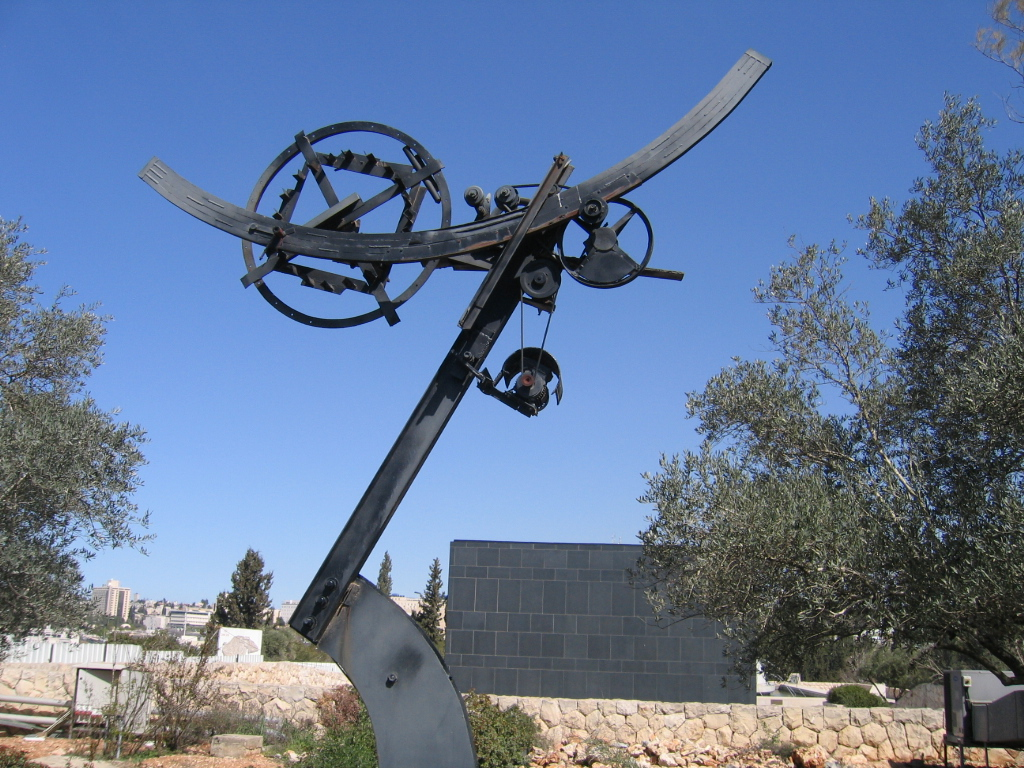
Eos xk III, 1965, beim Israel Museum, Jerusalem

Die meisten von Tinguelys Skulpturen enthalten einen Elektromotor, damit sie sich bewegen und – als ein wesentliches Element seiner Kunst – auch Geräusche oder Klänge hervorbringen. Ungefähr im Jahr 1938 baute der Junge an einem Bach eine Konstruktion mit einem Dutzend unterschiedlich großer Wasserräder, die auf Blechdosen schlagende Hämmerchen in Bewegung setzten. In seinem ersten Beruf setzte Tinguely Drahtfiguren als Schaufenster-Dekoration ein. Seine ersten freien Kunstwerke griffen dieses Mittel wieder auf. Erstmals 1954 setzte er diese Figuren in Bewegung. Er begann sein umfangreiches Werk mit zerbrechlichen und zittrigen Draht-Blech-Kompositionen. Die Blechteile besitzen meist eine bunte Bemalung. In seinen Maschinenplastiken griff er abstrakte Elemente von Kasimir Malewitsch, Wassily Kandinsky und Auguste Herbin auf und ging über sie hinaus, indem er „die definitive Farb-Form-Konstellation, bisher eine Selbstverständlichkeit, infrage [stellte]“. 1955 erfand und baute Tinguely Zeichenautomaten, die auf Papierformaten und -bahnen maschinelle Zeichnungen anfertigen konnten. Wenn diese den Stil von Jackson Pollock oder Georges Mathieu nachahmten, „ironisiert [Tinguely] den Werkprozess und das Künstlergenie“. Tinguelys bewegliche Plastiken werden vom Betrachter als höchst aktiv, anrührend, heiter und verspielt, oft als witzig und manchmal auch als melancholisch erlebt. 1960 wurde er Mitglied der Künstlervereinigung der Nouveaux Réalistes, die sich in diesem Jahr unter der Leitung von Pierre Restany gründete. Im selben Jahr begann er «Fundgegenstände» in seinen Werken zu verarbeiten.
Aufsehen erregte ebenfalls 1960 eine gigantische Maschine im Garten des Museum of Modern Art, New York, die aus Schrott zusammengesetzt in der Lage war, sich selbst zu zerstören. Diese autodestruktive Kunst stand im Kontext von Gustav Metzgers „Manifest der autodestruktiven Kunst“.
In den folgenden Jahren entwickelte er – häufig in Kollaboration mit Künstlerkollegen – große, bewegliche Maschinen. Sie werden „als kreativer Umgang mit dem Industriematerial und als zeitgemäßer künstlerischer Ausdruck des Maschinenzeitalters“ verstanden, sollen aber nach der Aussage des Künstlers auch „Kritik an der Gleichförmigkeit industrieller Vorgänge und der Produktion von unnützen Dingen“ darstellen. 1969 bewarb sich Tinguely auf die Nachfolge von Harald Szeemann als Leiter der Kunsthalle Bern. Aufgrund der mehrheitlich administrativen Aufgaben der Stellung entschied sich der Vorstand jedoch, diese nicht mit einem bildenden Künstler zu besetzen. 1977 begann Tinguely mit dem Entwurf von Brunnen. Er konzentrierte sich auf die Arbeit mit fließendem, spritzendem und im Winter gefrierendem Wasser. 1979 begannen Niki de Saint Phalle und Tinguely mit den Arbeiten am Tarotgarten in Garavicchio (Toskana). Ab 1981 nahm Tinguely auch tierische Materialien in seine Installationen auf. Knochen, Schädel und Hörner werden auf Motorradschrott montiert, mit dem ein Fahrer bei einem Unfall ums Leben gekommen war. So verweist Tinguely auf Vergänglichkeit und Tod. Nach der Identifizierung der Leiche Josef Mengeles 1986 entsteht das „Mengele-Totentheater“, eine mehrteilige Installation aus dem Schutt eines abgebrannten Bauernhauses. Eine für die Frankfurter Zeil vorgesehene Brunnengestaltung mit einer skelettierten Rinderherde aus Stahl in einem Wasserbassin (Totentanz) wurde wegen einer Erkrankung Tinguelys nicht mehr realisiert.
In seinem Spätwerk erweiterte Tinguely seine künstlerischen Ausdrucksformen um den Faktor Licht. 1991 entstand der Luminator, eine Lichtskulptur für den Bahnhof Basel SBB, die – nach einem Umbau – im Flughafen Basel-Mülhausen (Schweizer Seite im Obergeschoss) gegenwärtig aufgestellt ist.

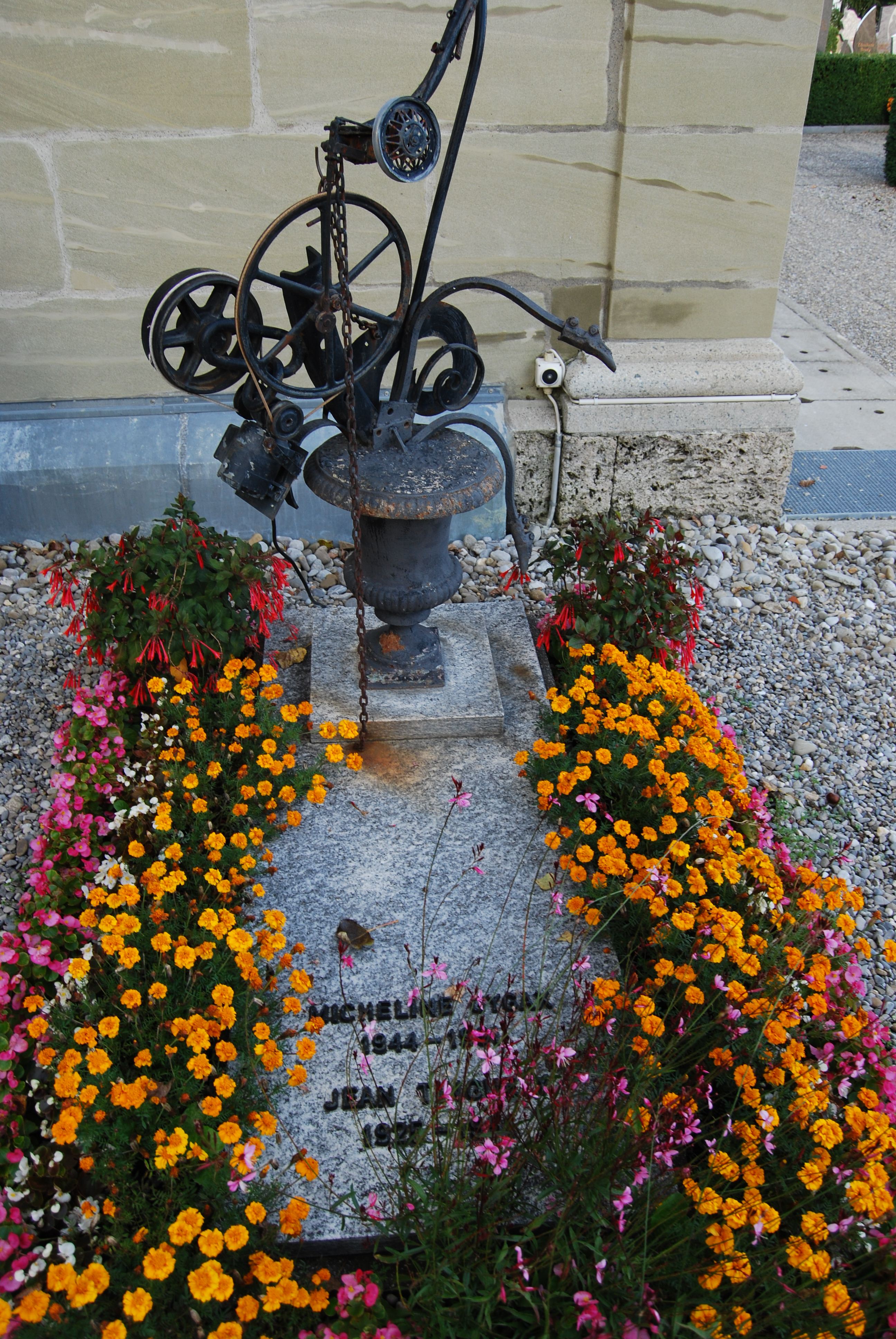
Grab von Jean Tinguely und Micheline Gygax

Er nahm mit Niki de Saint Phalle 1962 an der Ausstellung Dylaby in Amsterdam teil und war auf der documenta III in Kassel im Jahr 1964, auf der 4. documenta im Jahr 1968 sowie auf der documenta 6 (1977) als Künstler vertreten. Er genoss internationalen Ruf. 1976 erhielt er den Wilhelm-Lehmbruck-Preis der Stadt Duisburg und 1980 den Kunstpreis der Stadt Basel. 1990 fand in Moskau eine Tinguely-Ausstellung in der Tretjakow-Galerie statt.
In seinem letzten Lebensjahr schuf Tinguely die Gross-Hängeskulptur La Cascade in Charlotte (North Carolina) in den USA.
In Tinguelys Heimatstadt Basel ist seit 1996 ein Grossteil seiner Werke im nach ihm benannten Museum Tinguely ausgestellt.

## Werkauswahl
- 1953: Métamécaniques
- 1954: Elément Détaché II. Museum Tinguely, Basel
- 1959: Manifest Für Statik (Abwurf von 40.000 Flugblättern aus einem Flugzeug über Düsseldorf, dokumentiert durch Charles Wilp)[8]
- 1960: Hommage à New York. Autodestruktives Werk (zerstört)
- 1960er: Jean Tinguelys Ton-Mischmaschinen
- 1964: Heureka. Am Zürichhorn, Quartier Seefeld, Zürich
- 1966: Phantastisches Paradies. Mit Niki de Saint-Phalle. Vor dem Moderna Museet, Stockholm
- 1966/1967: Char MK, Installation aus verschiedenen Materialien 100 × 280 × 80 cm, Schenkung Niki de Saint-Phalle, Museum Tingueley, Basel
- 1969/1991: Le Cyclope (Der Zyklop). Gemeinschaftswerk. Im Wald von Milly-la-Forêt, Frankreich,
- 1977: Carnaval (Fasnachts-Brunnen). Theaterplatz, Basel
- 1978: Plateau agriculturel. Museum Tinguely, Basel
- 1979: Méta-Harmonie II. Depositum im Kunstmuseum Basel
- 1979–1993: Tarotgarten (Giardino di Tarocchi) in Garavicchio (Toskana), mit Niki de Saint Phalle
- 1983: Fontaine Stravinski (Strawinski-Brunnen). Mit Niki de Saint Phalle. Neben dem Centre Pompidou, Paris
- 1984: Fontaine Jo Siffert. Freiburg i. Üe., in Erinnerung an seinen Freund, den Formel-1-Piloten Jo Siffert
- 1985: Grosse Meta Maxi-Maxi Utopia. Museum Tinguely, Basel, Schenkung Niki de Saint Phalle
- 1985: Fatamorgana, Méta-Harmonie IV. Museum Tinguely, Basel
- 1986: Mengele Totentanz. Museum Tinguely, Basel
- 1988: Fontaine du Mairie. Mit Niki de Saint-Phalle. Château-Chinon, Frankreich
- 1993 (posthum): Lifesaverbrunnen. Mit Niki de Saint-Phalle. Duisburg, Deutschland

Fotogalerie Heureka am Zürichhorn

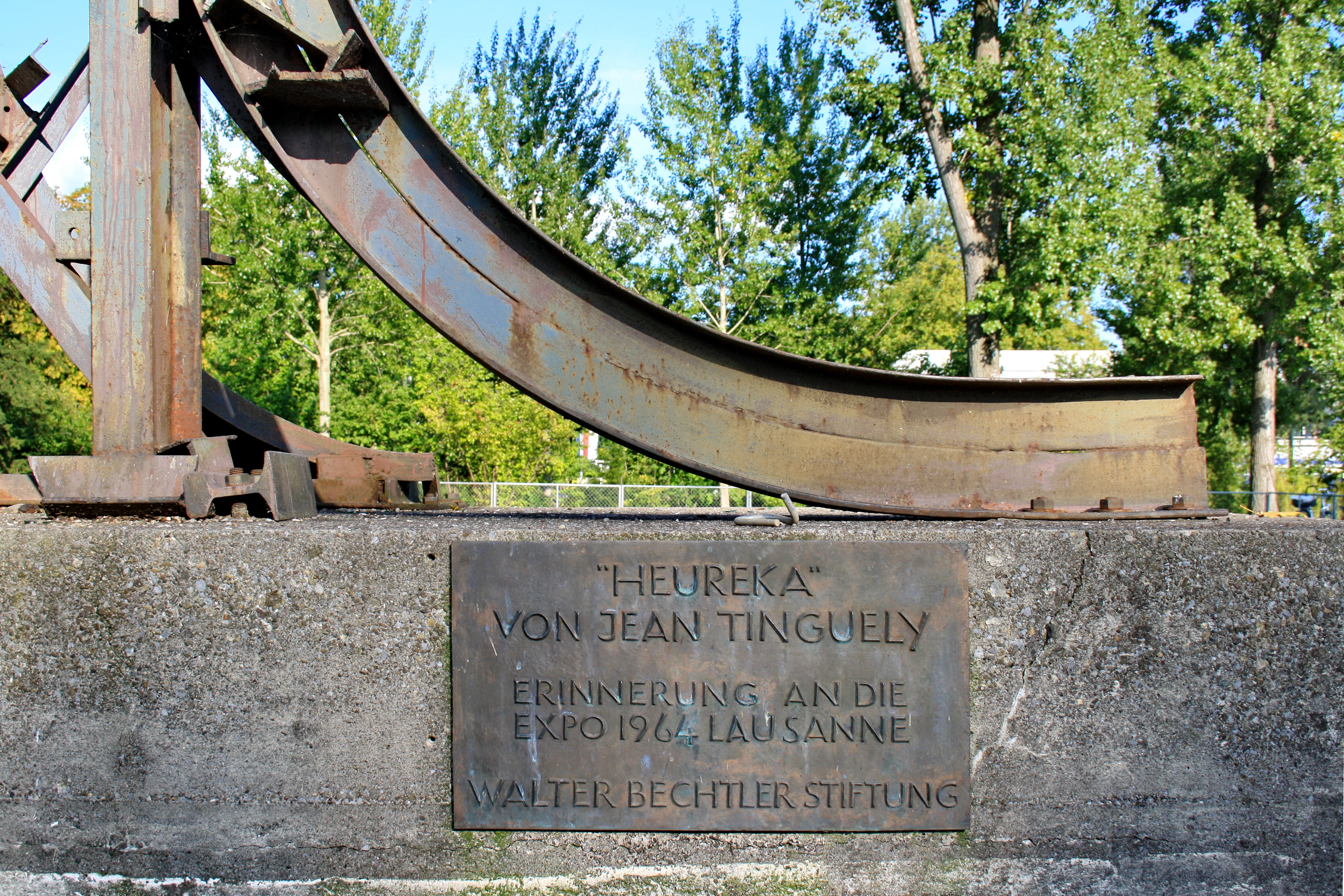
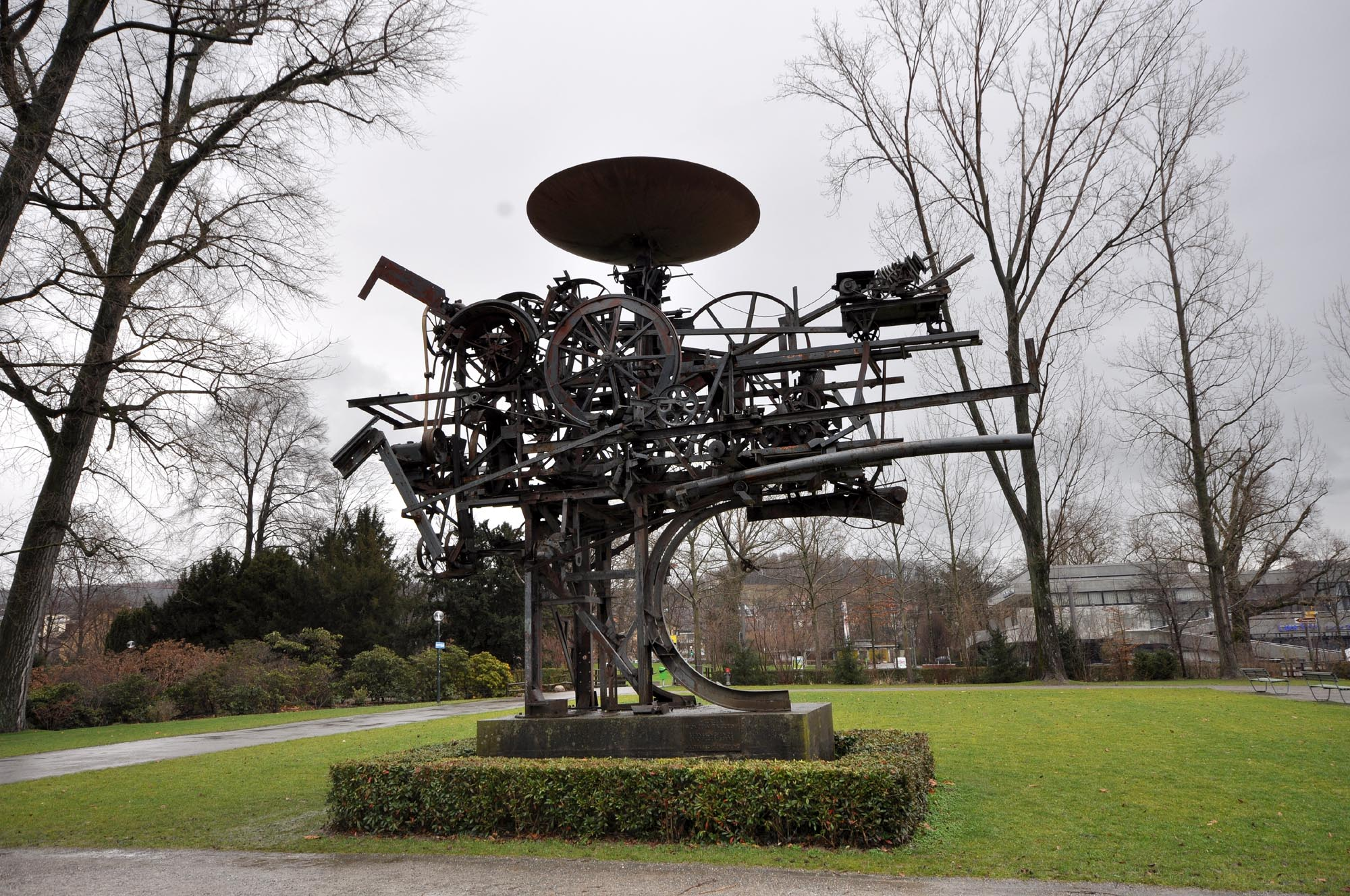
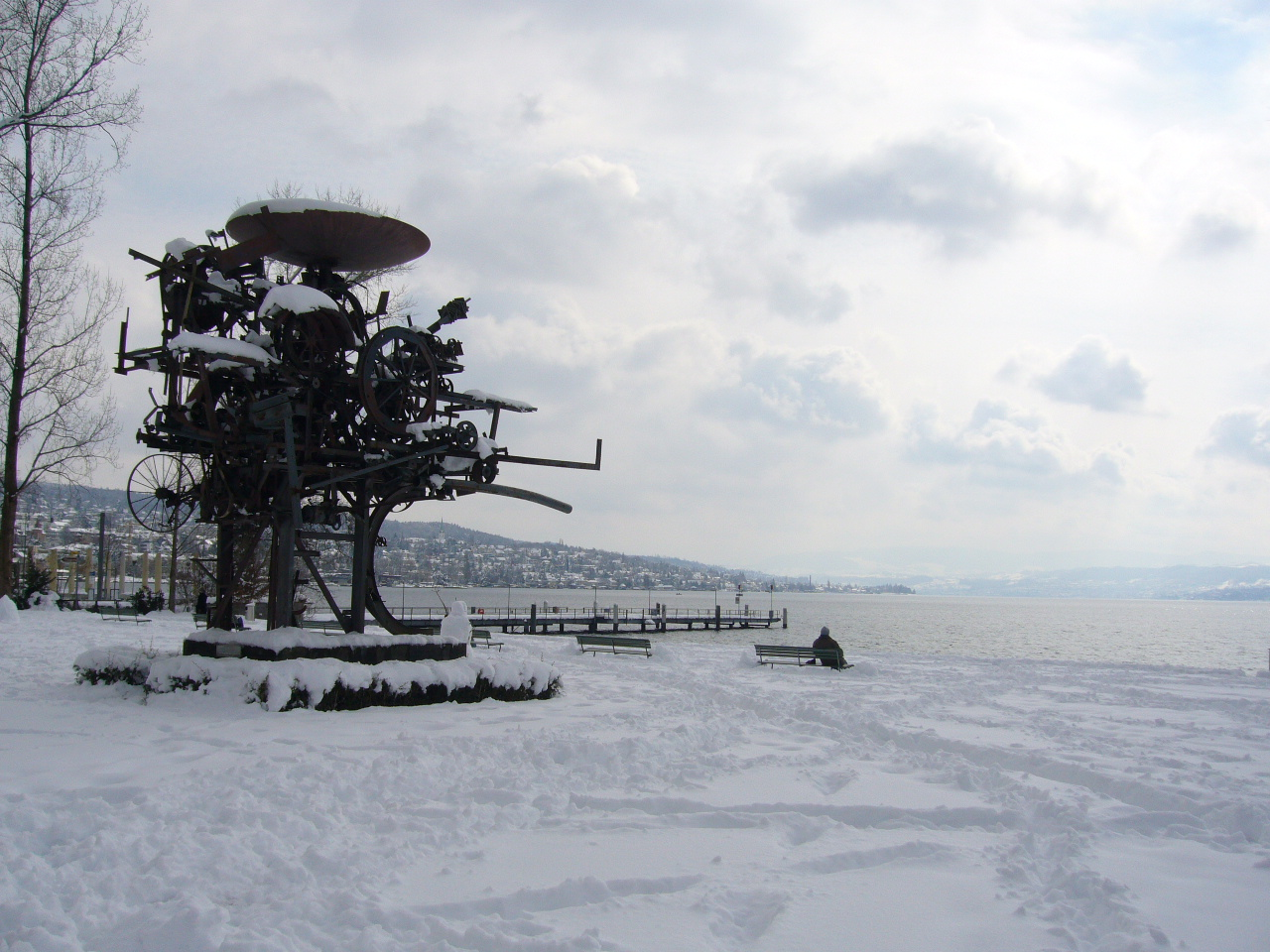
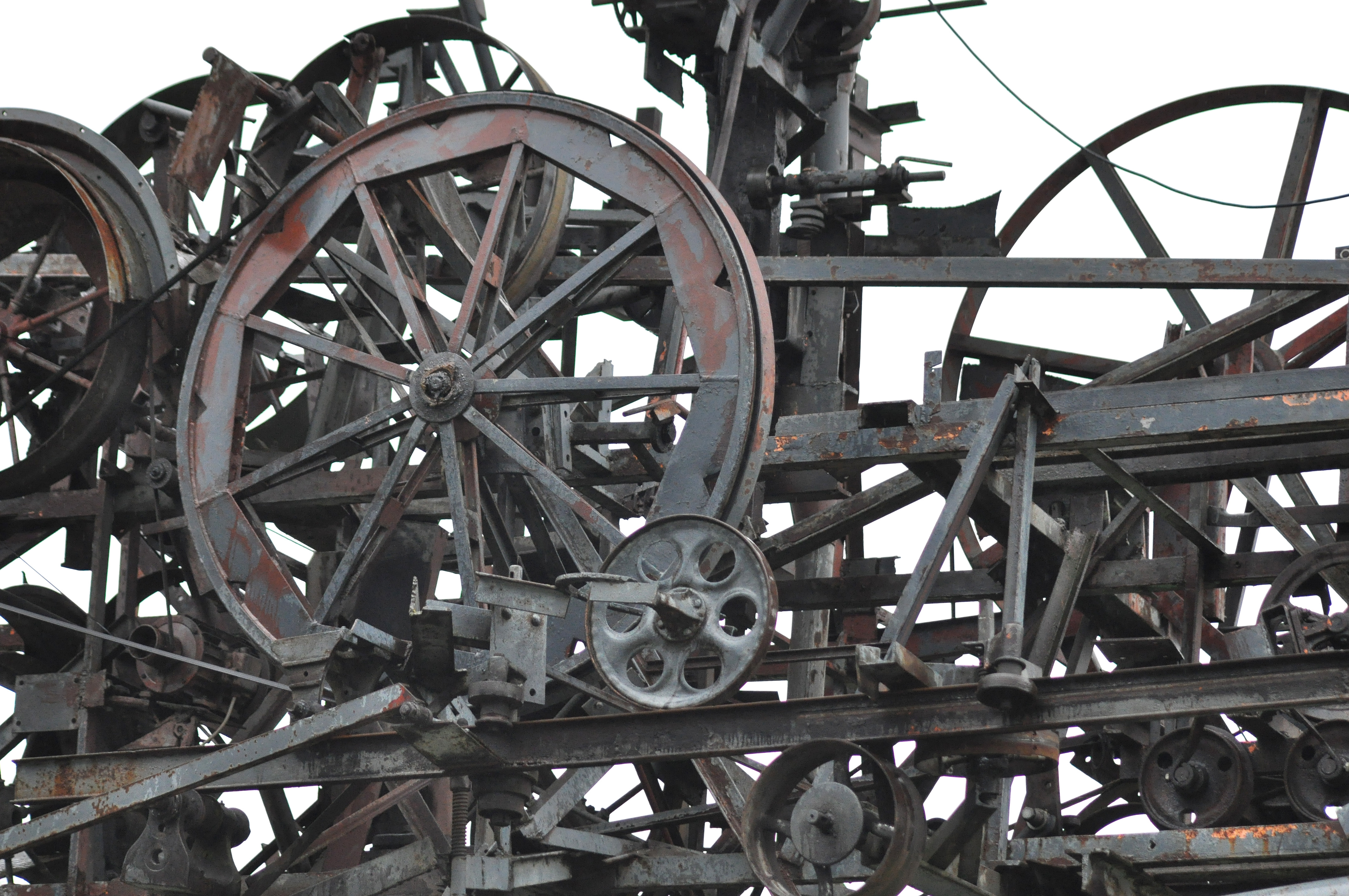
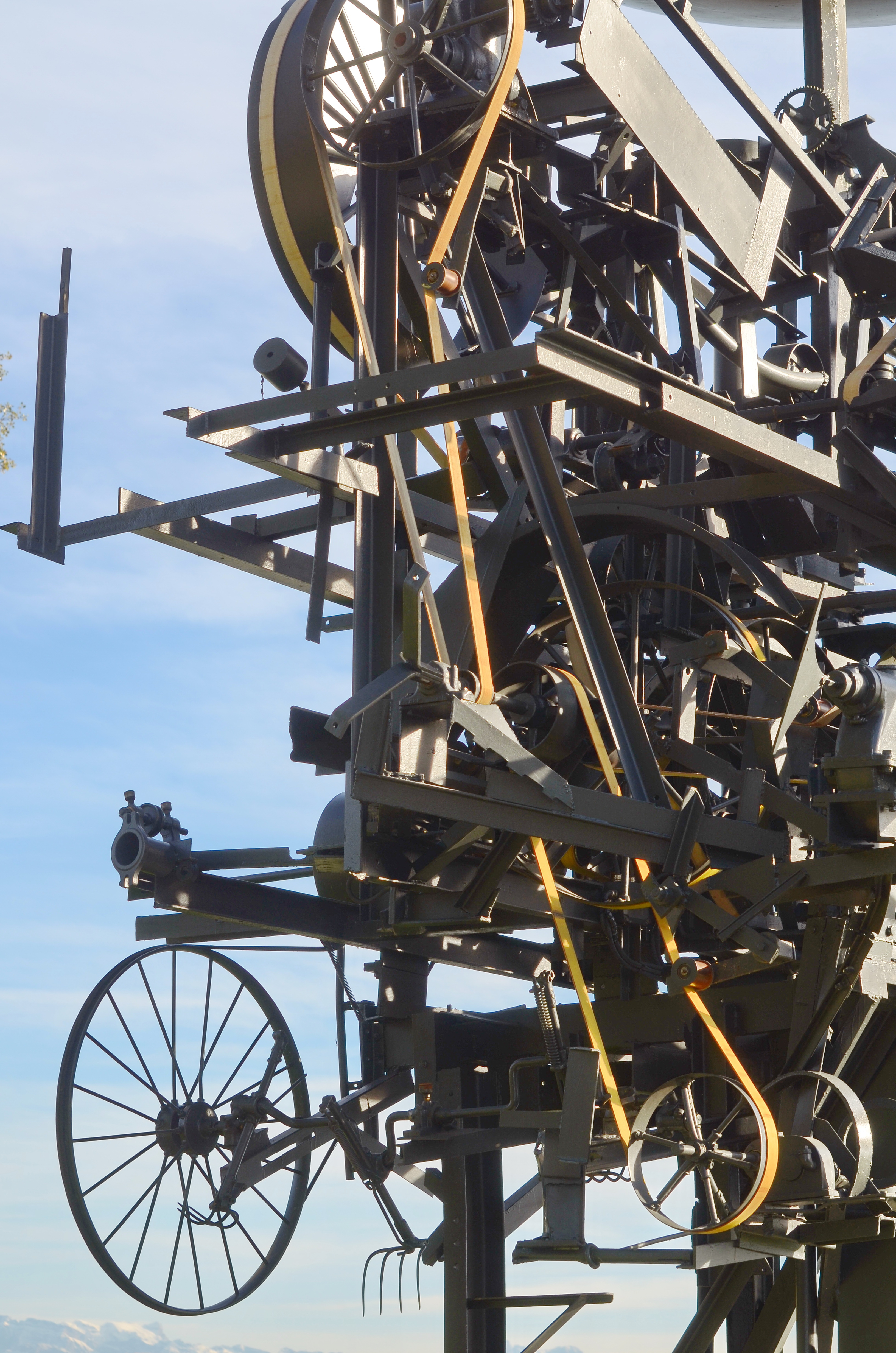
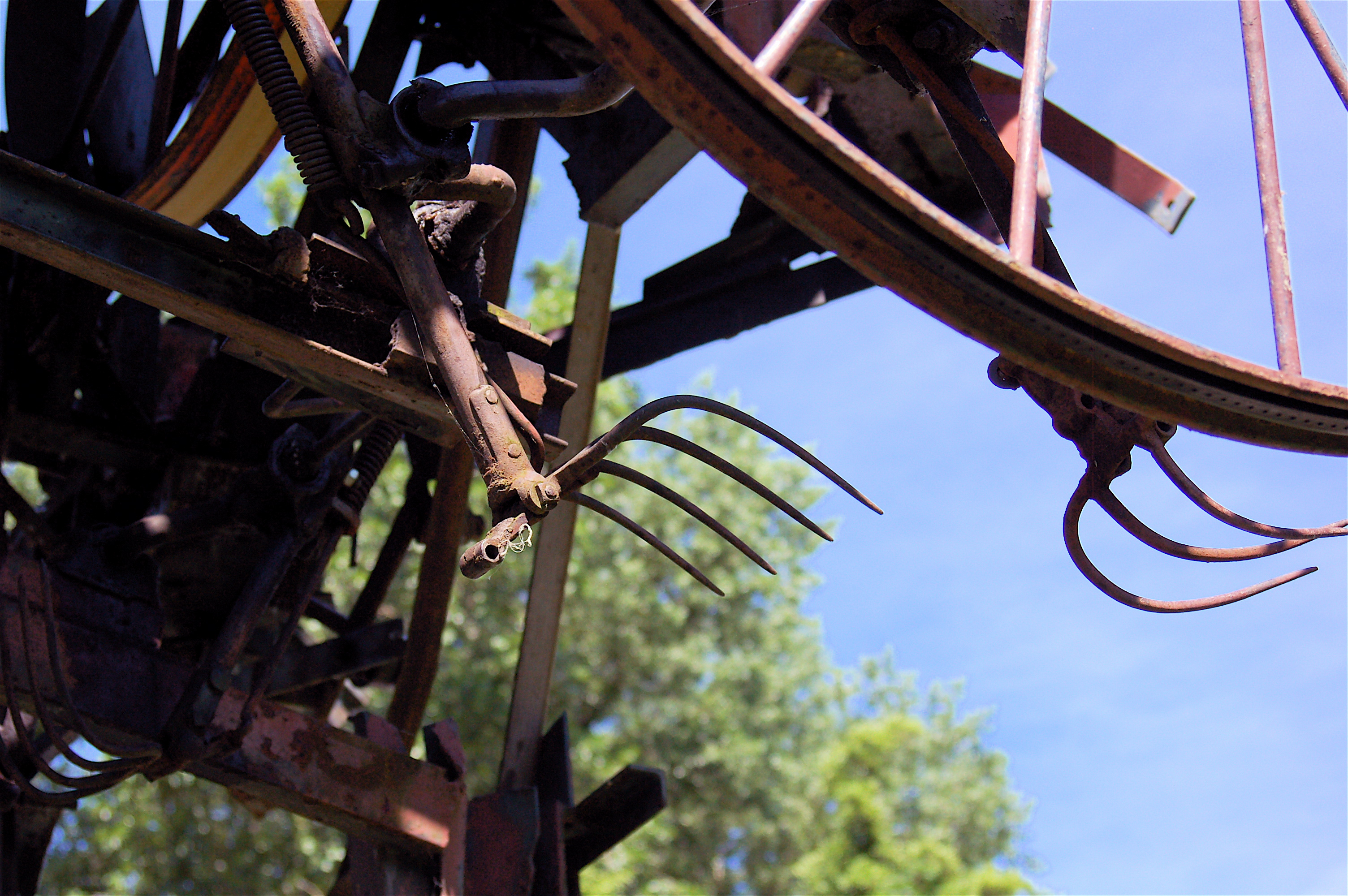

Fotogalerie Carnaval – Fasnachts-Brunnen am Theaterplatz Basel

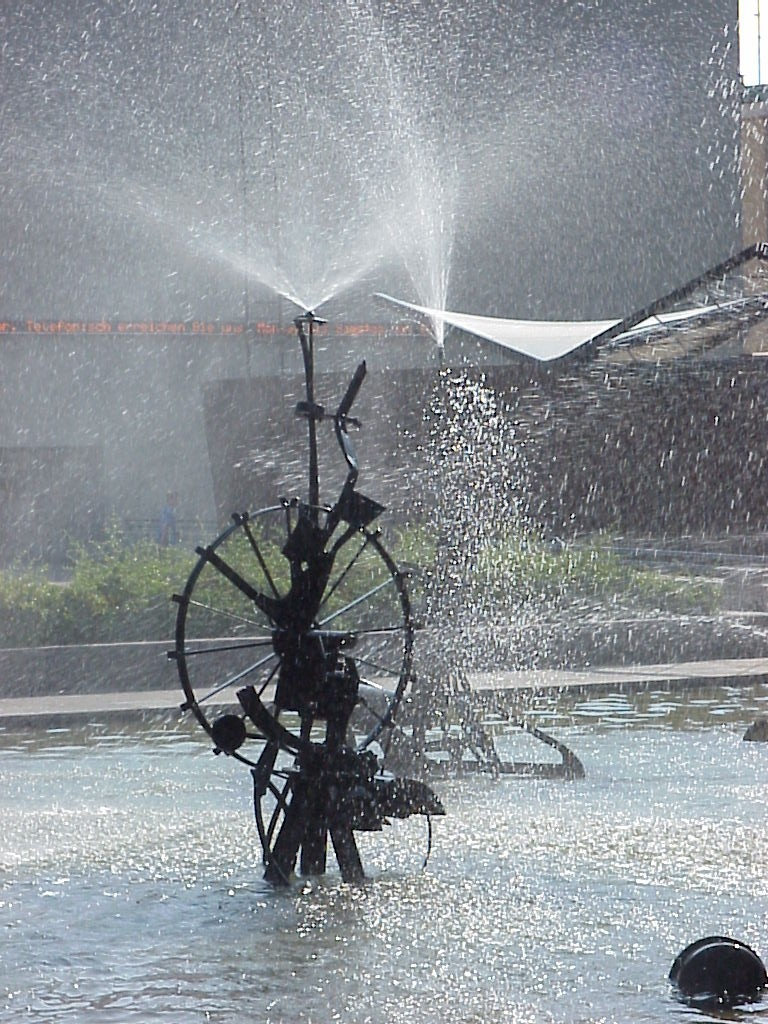
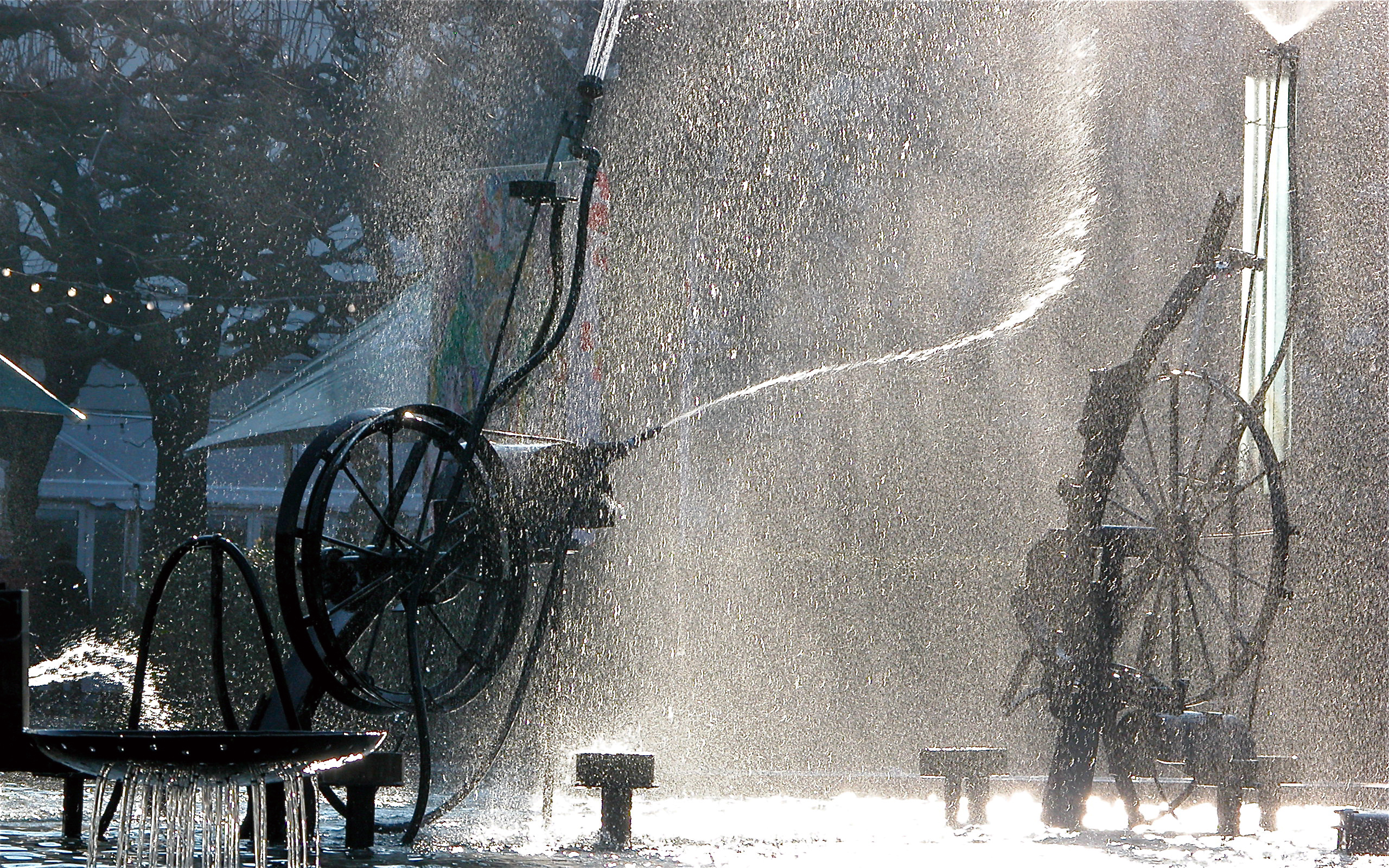
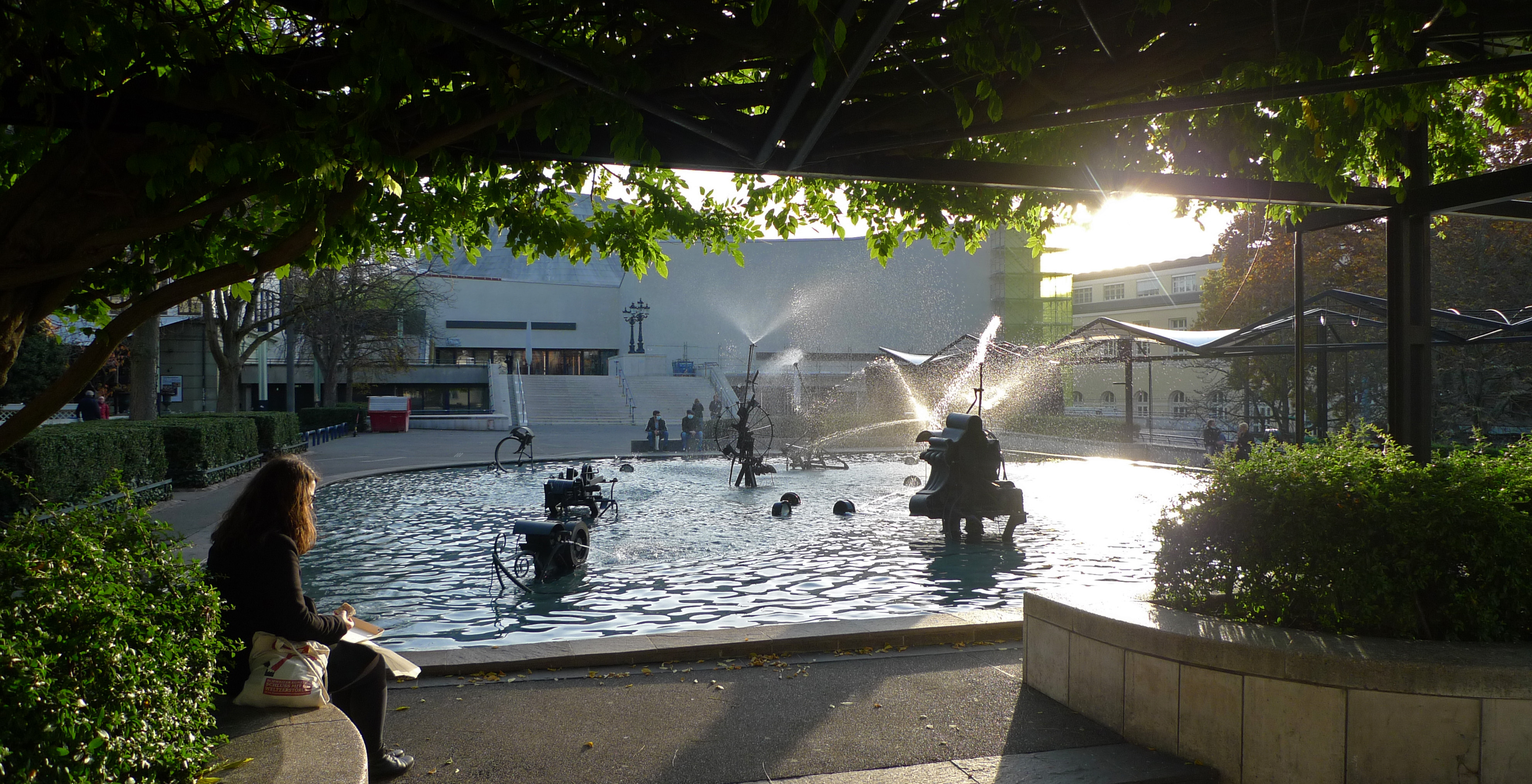
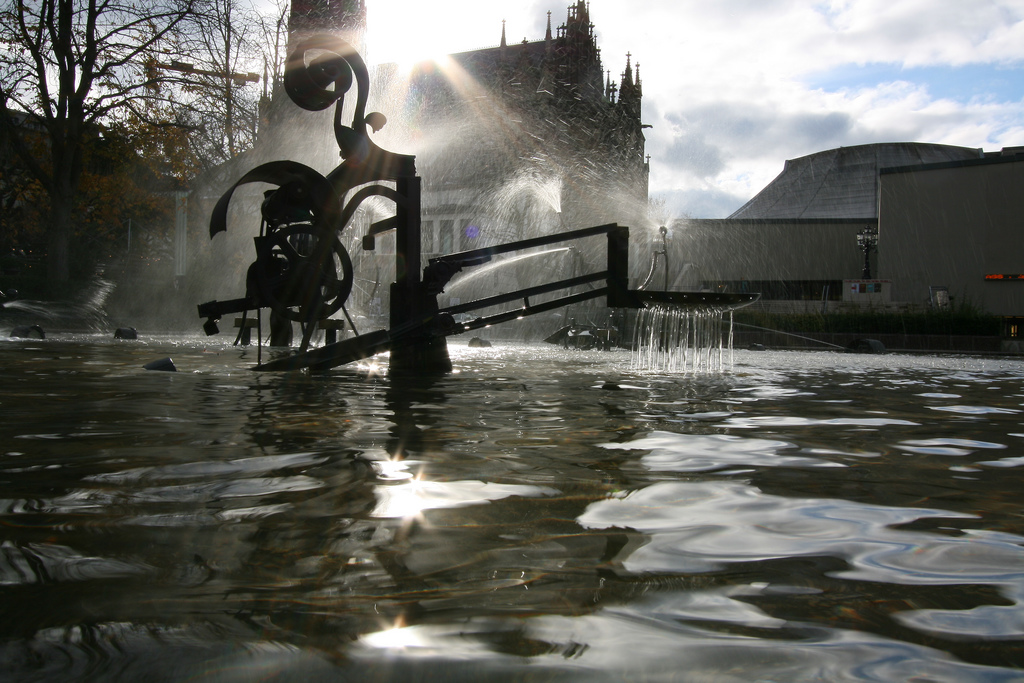
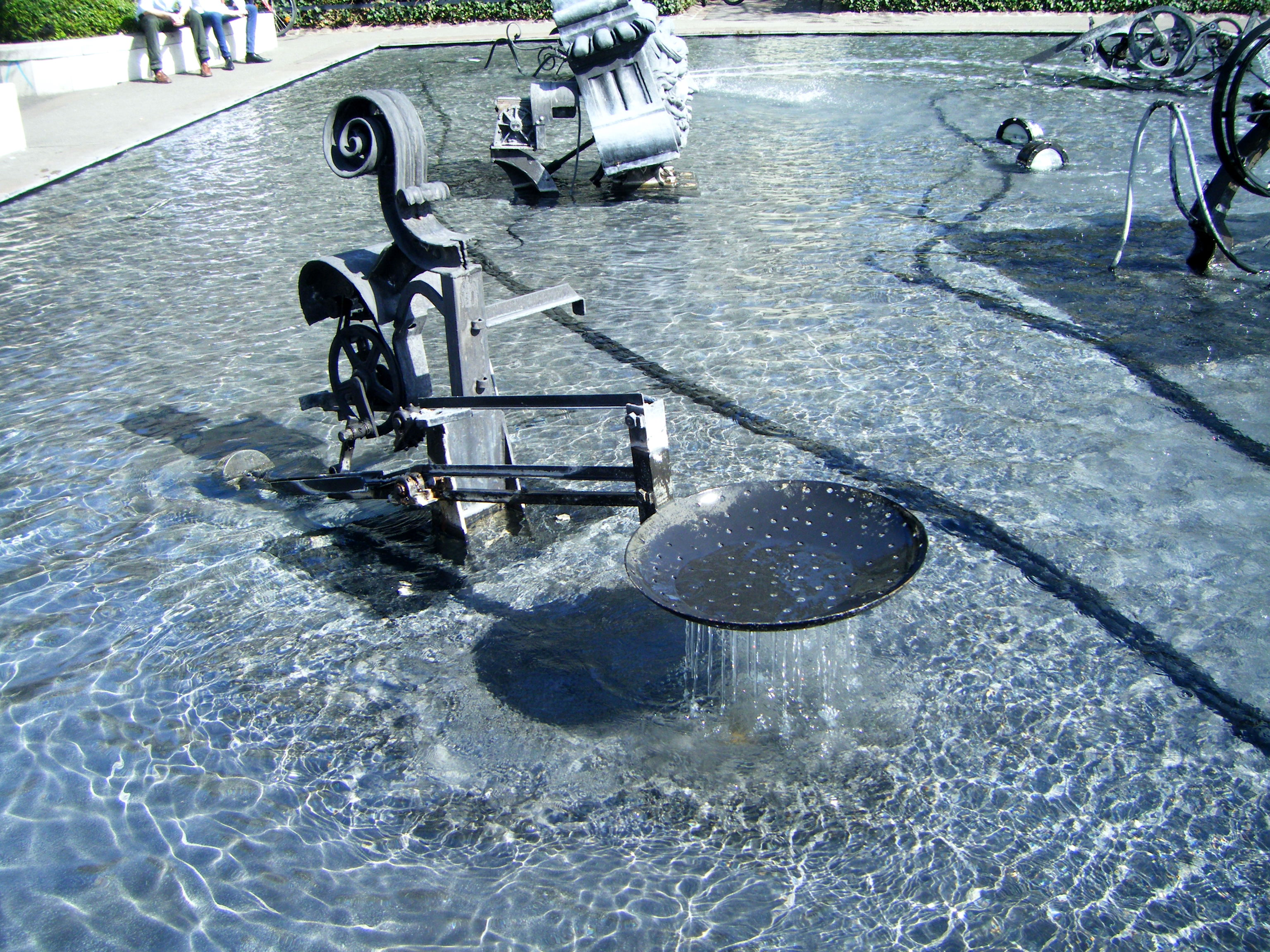
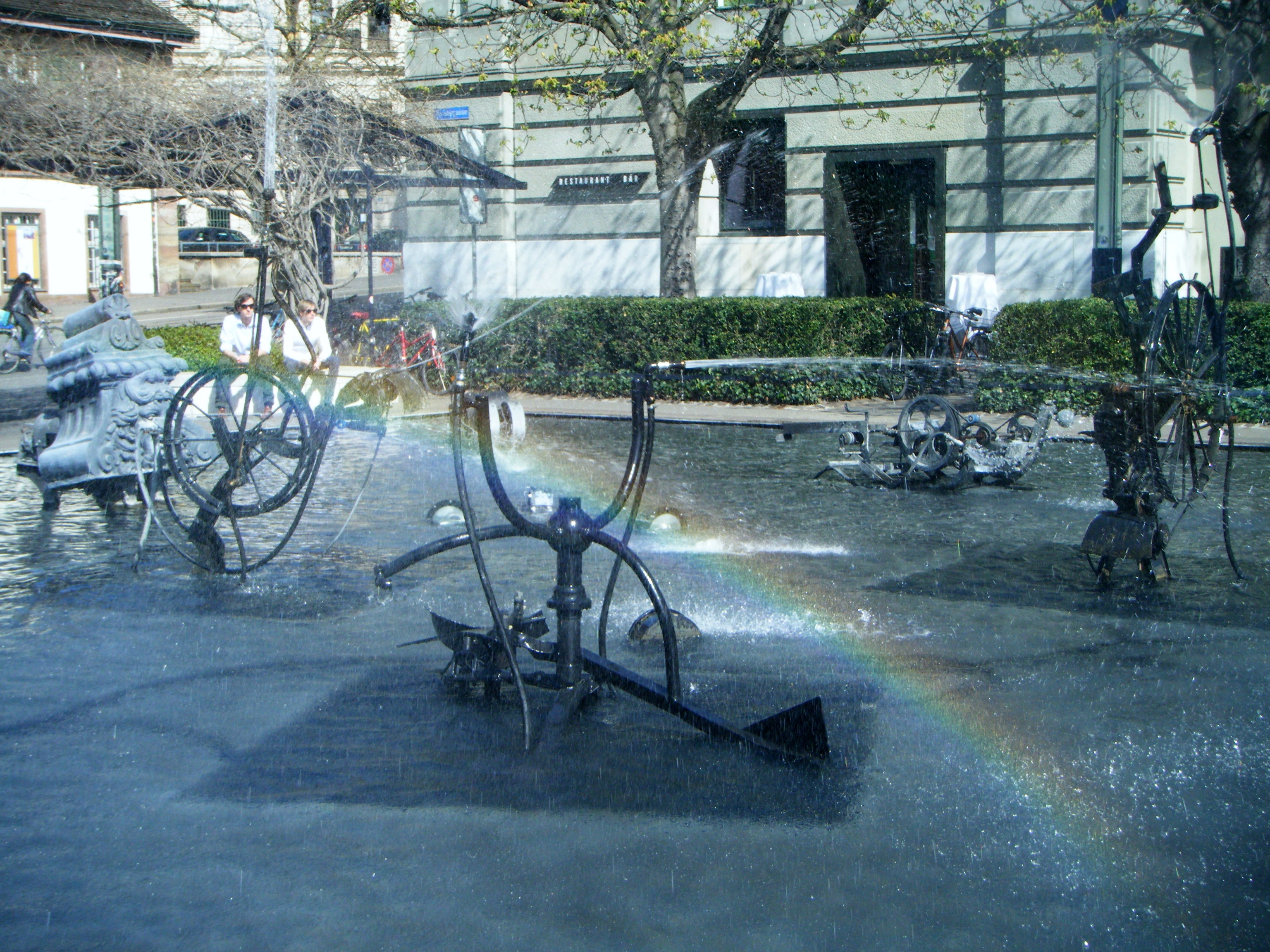
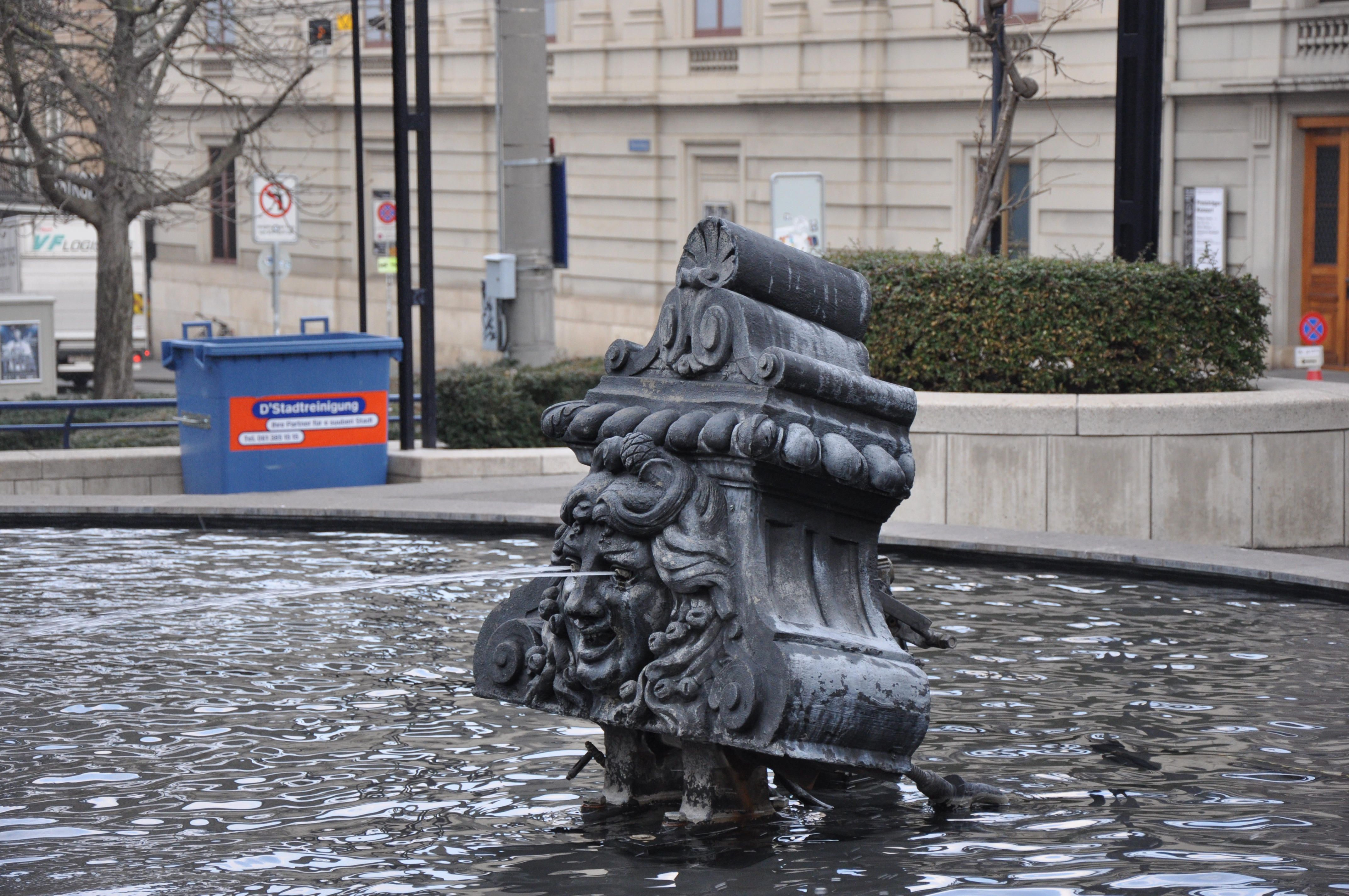
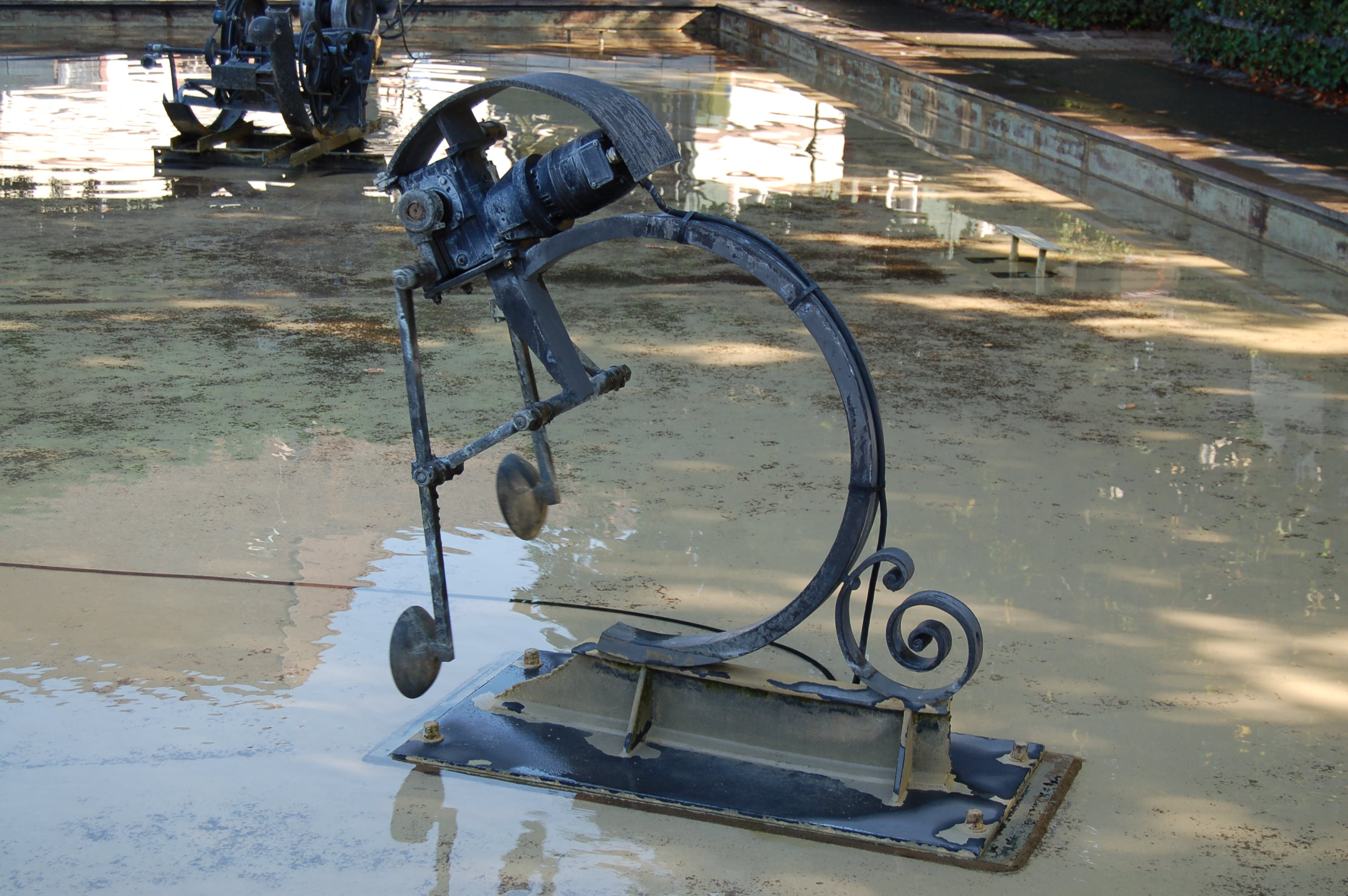
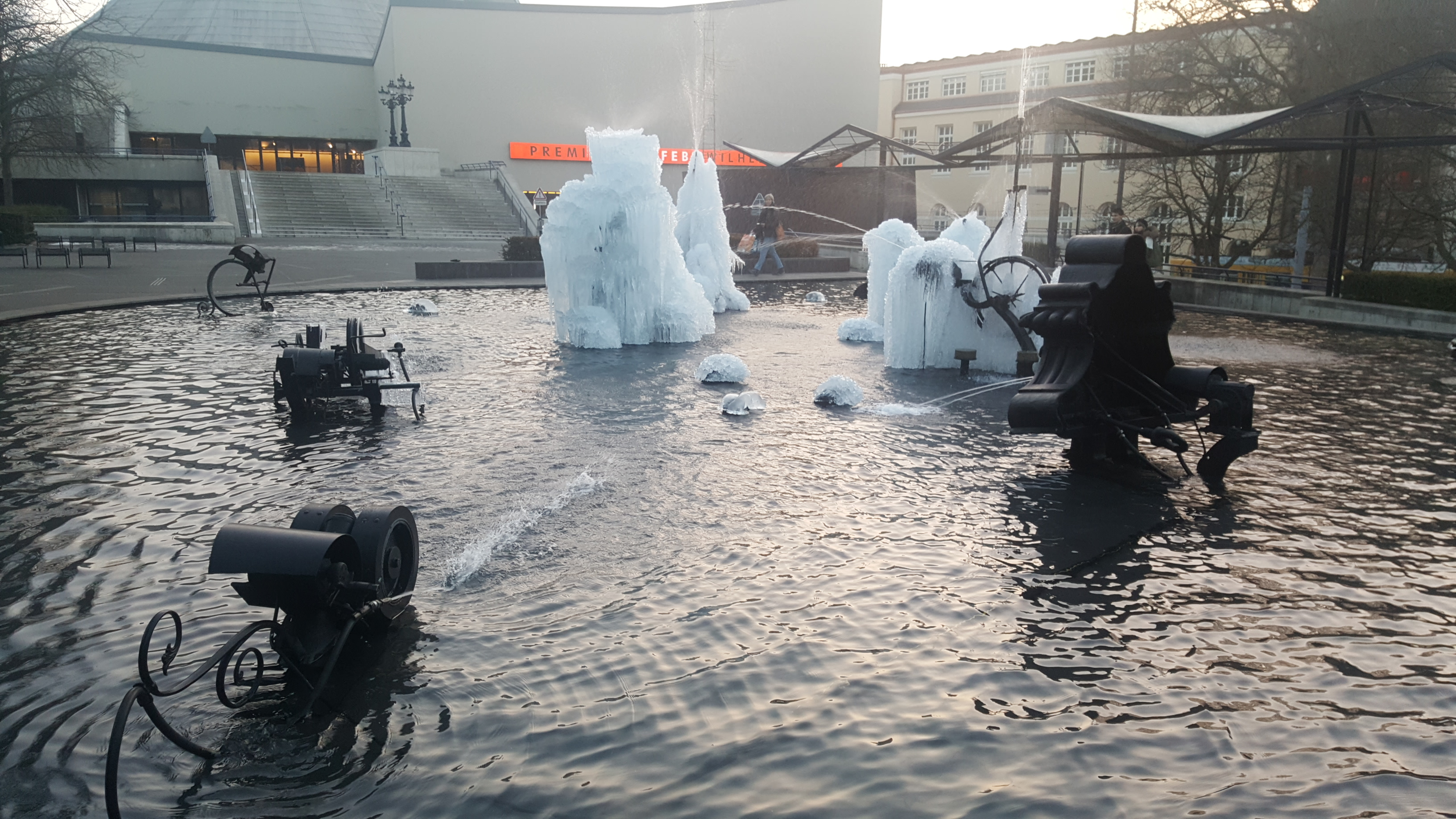

## Dokumentarfilme
- Niki de Saint Phalle und Jean Tinguely: Komplizen der Kunst. Dokumentarfilm, Regie: Sabine Jainski, ZDF, Deutschland, 53 Minuten, 2025
- Tinguely. Dokumentarfilm, Schweiz, 2011, 88:05 Min., Buch und Regie: Thomas Thümena, Produktion: Hugofilm, SRF, RTS, SRG SSR, 3sat, Kinostart: 26. Mai 2011 in der Schweiz, Erstsendung: 2. Mai 2015 bei 3sat, Inhaltsangabe mit Vorschau von kunst+film, Besprechung von Swissinfo.
- Niki de Saint-Phalle und Jean Tinguely. Bonnie & Clyde der Kunst. (OT: Niki de Saint-Phalle et Jean Tinguely. Les Bonnie and Clyde de l'art.) Dokumentarfilm, Frankreich, 2010, 55:15 Min., Buch und Regie: Louise Faure, Anne Julien, Produktion: Zorn Production, France Télévisions, CRRAV Nord-Pas de Calais, Avro, ZDF, arte, Inhaltsangabe von arte.
- Niki de Saint Phalle. Dokumentarfilm, Deutschland, Schweiz, 1995, 93 Min., Buch und Regie: Peter Schamoni, Produktion: Peter-Schamoni-Filmproduktion, Praesens Film, ZDF, arte, Inhaltsangabe von Peter Schamoni.
- Gesichter der Schweiz. Dokumentarfilm, Schweiz, 1991, Regie: Claude Goretta u. a., zur 700-Jahre-Jubiläumsfeier der Eidgenossenschaft, darin der Beitrag: Jean Tinguely.

## Ausstellungen (Auswahl)
- 2016: Jean Tinguely & Daniel Spoerri, Ausstellungshaus Spoerri, 3. Juli bis 30. Oktober 2016
- 2025–2026: Niki de Saint Phalle, Jean Tinguely, Pontus Hulten, Grand Palais, Paris, 26. Juni 2025 bis 4. Januar 2026[9]